# Szimmetrikus közepek közötti egyenlőtlenség
A szimmetrikus közepek közötti egyenlőtlenség szerint, ha {\displaystyle a_{1},\dots ,a_{n}} nemnegatív valós számok, akkor szimmetrikus közepeik csökkenő sorrendben helyezkednek el:
ahol {\displaystyle k=1,\dots ,n}-re
továbbá {\displaystyle E_{k}} a k-adik elemi szimmetrikus polinom, azaz
a számainkból készíthető összes k-tényezős szorzat összege.
Ha a számok pozitívak, akkor egyenlőség csak akkor van, ha minden szám egyenlő, más szóval, ha van két különböző értékű, akkor
Mivel {\displaystyle S_{1}={\frac {a_{1}+\cdots +a_{n}}{n}}} és {\displaystyle S_{n}={\sqrt[{n}]{a_{1}\cdots a_{n}}}} az {\displaystyle S_{1}\geq S_{n}} egyenlőtlenség egyszerűen a számtani és mértani közép közötti egyenlőtlenség.

## Bizonyítása

### Két speciális eset
Egyszerűen beláthatjuk az {\displaystyle S_{1}\geq S_{2}} és az {\displaystyle S_{n-1}\geq S_{n}}egyenlőtlenségeket.
Az utóbbihoz vegyük szemügyre {\displaystyle E_{n-1}}-et.
Ez egy n tagú összeg, aminek tagjai az {\displaystyle a_{1},\dots ,a_{n}}-ből készíthető összes {\displaystyle n-1}-tényezős szorzatok. Számaink mindegyike pontosan
{\displaystyle n-1}-szer szerepel, ezért szorzatuk
Ha alkalmazzuk ezekre a szorzatokra a számtani és a mértani közép közötti egyenlőtlenséget, akkor azt kapjuk, hogy
azaz
és itt a bal oldal {\displaystyle S_{n-1}}, a jobb oldal {\displaystyle S_{n}}.
Nézzük a másik egyenlőtlenséget, {\displaystyle S_{1}\geq S_{2}}-t! Ez négyzetreemelve és felszorozva az
alakra hozható. Legyen {\displaystyle Q=a_{1}^{2}+\cdots +a_{n}^{2}}. Ekkor
amit a fenti egyenlőtlenségbe beírva
adódik.
Ha ezt rendezzük, akkor azt kapjuk, hogy
azaz
ami nem más, mint a számtani és négyzetes közép közötti egyenlőtlenség.

### Az általános eset
A tételt általában n-re vonatkozó indukcióval igazoljuk. A fenti esetek megadják a tételt n=2-re és n=3-ra. Tegyük fel, hogy {\displaystyle n>3} és tudjuk a tételt n-1-re. Adott {\displaystyle a_{1},\dots ,a_{n}} számainkból készítsük el a
polinomot, ennek tehát (multiplicitással számolva) pontosan n gyöke van. A gyökök és együtthatók közötti összefüggések miatt p(x) szokásos polinomformájában
alakú. Deriváltja
A Rolle-tétel egy következménye miatt {\displaystyle p'(x)}-nek (multiplicitással számolva) n-1 valós gyöke van, {\displaystyle b_{1},\dots ,b_{n-1}}, ezek az {\displaystyle a_{i}}-k legkisebbike és legnagyobbika közé esnek, tehát nemnegatívak. Ezekkel {\displaystyle p'(x)} így írható fel:
ahol {\displaystyle e_{1},\dots ,e_{n-1}} a {\displaystyle b_{1},\dots ,b_{n-1}} számok elemi szimmetrikus polinomjai.
Együttható-összehasonlítással adódik {\displaystyle (n-k)E_{k}=ne_{k}} {\displaystyle 1\leq k\leq n-1}-re. Mivel n-1-re már tudjuk a tétel állítását,
teljesül {\displaystyle 1\leq k\leq n-2}-re. Viszont
mivel
és ez adja {\displaystyle S_{k}\geq S_{k+1}}-et {\displaystyle 1\leq k\leq n-2}-re. A megmaradó, {\displaystyle k=n-1} esetet a fentiekben már beláttuk.
A fenti bizonyítás adja az
egyenlőtlenséget is. Ebből ismét levezethető a tétel, hiszen, {\displaystyle S_{1}\geq S_{2}}-t fentebb láttuk, ezután indukcióval adódik {\displaystyle S_{k}\geq S_{k+1}}:
ha {\displaystyle k-1}-re tudjuk akkor a fentiek szerint
{\displaystyle S_{k-1}^{k-1}S_{k+1}^{k+1}\leq S_{k}^{2k}}, innen
Innen a kívánt eredmény {\displaystyle k+1}-edik gyökvonással adódik.